# Chlorochytriaceae
Chlorochytriaceae, porodica zelenih algi u redu Chlamydomonadales. Pripada joj desetak vrsta u 6 rodova.

## Rodovi
1. Botryokoryne Reisigl
2. Burkillia West & G.S.West
3. Chlorochytrium Cohn
4. Endosphaera Klebs
5. Phyllobium Klebs
6. Rhodochytrium Lagerheim

## Vanjske poveznice
|  | Zajednički poslužitelj ima još gradiva o temi Chlorochytriaceae |
|  | Wikivrste imaju podatke o taksonu Chlorochytriaceae             |